# Шатовје (Вар)
Шатовје (фр. Châteauvieux) насеље је и општина у Француској у региону Прованса-Алпи-Азурна обала, у департману Вар која припада префектури Драгињан.
По подацима из 2011. године у општини је живело 75 становника, а густина насељености је износила 5,01 становника/km². Општина се простире на површини од 14,97 km². Налази се на средњој надморској висини од 1050 метара (максималној 1.271 m, а минималној 843 m).

## Демографија
| 1962. | 1968. | 1975. | 1982. | 1990. | 1999. | 2011. |
| ----- | ----- | ----- | ----- | ----- | ----- | ----- |
| 20    | 26    | 26    | 34    | 46    | 73    | 75    |

График промене броја становника у току последњих година